# Lacrimatoio

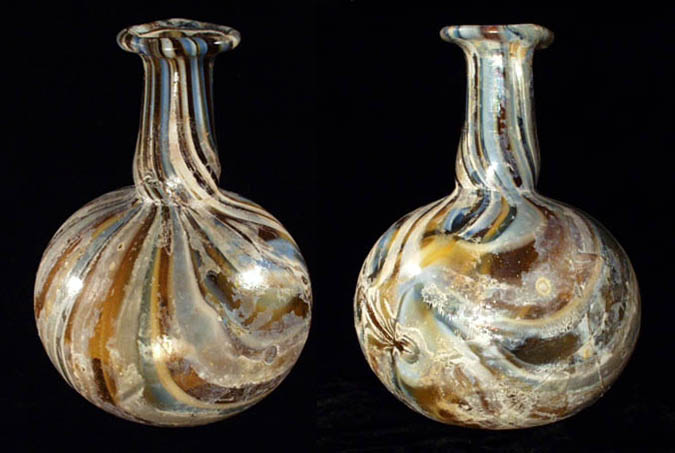
Lacrimatori romani in vetro

Il lacrimatoio (o vaso lacrimale o unguentario) era una ampolla di vetro o di materiali preziosi (argento, alabastro) che conteneva unguenti o profumi, chiamato in latino unguentarium.

## Storia
I lacrimatoi sono stati trovati il più delle volte nelle tombe romane o ellenistiche dal III alla metà del I secolo a.C.; era stato ipotizzato erroneamente che avessero la funzione di raccogliere le lacrime dei parenti del defunto, dandone il nome. L'equivoco, nato probabilmente dall'interpretazione di un versetto del libro dei Salmi, venne ripreso fra gli altri da Shakespeare. La corretta interpretazione di quegli oggetti venne proposta dal conte di Caylus nel XVIII secolo.
Nel XIX secolo, nell'Inghilterra vittoriana e negli Stati Confederati d'America, durante la guerra di secessione, vennero tuttavia utilizzati effettivamente dei piccoli contenitori per la conservazione delle lacrime la cui raccolta avveniva attraverso speciali tamponi.

Unguentario di Djehuty, alabastro. tra il 1458 e il 1425 a.C., Nuovo Regno dell'Egitto. Museo Egizio, Torino.